# Julius Moser (Bildhauer)
Julius Karl Adalbert Moser (* 14. Juni 1832 in Berlin; † 13. Januar 1916 in Steglitz) war ein deutscher Bildhauer.

## Leben
Moser war der Sohn des Konditors Julius Eduard Alexander Moser und dessen Ehefrau Dorothea Friederike Therese (geborene Mosel). Er bildete sich auf der Berliner Akademie unter Ferdinand August Fischer aus und war für längere Zeit Mitarbeiter von Friedrich Drake. In den Jahren 1857 und 1858 unternahm er Studienreisen nach Rom und Paris, ehe er sich in Steglitz niederließ. 1888 wurde er Königlicher Professor in Berlin.

„Seine Statuen und Gruppen religiösen, mythologischen und allegorischen Inhalts zeichnen sich durch edle Formenbildung aus, während sich in seinen Porträtbüsten und Statuen ein lebendiges Naturgefühl bei schlicht-realistischer Auffassung kundgibt.“

1860 heiratete er in erster Ehe Therese Emilie Clara Sixtus und 1879 in zweiter Ehe Luise Anna Johanna Caroline Hustaedt. Aus der ersten Ehe gingen vier und aus der zweiten zwei Kinder hervor.

## Werke
Hauptwerke

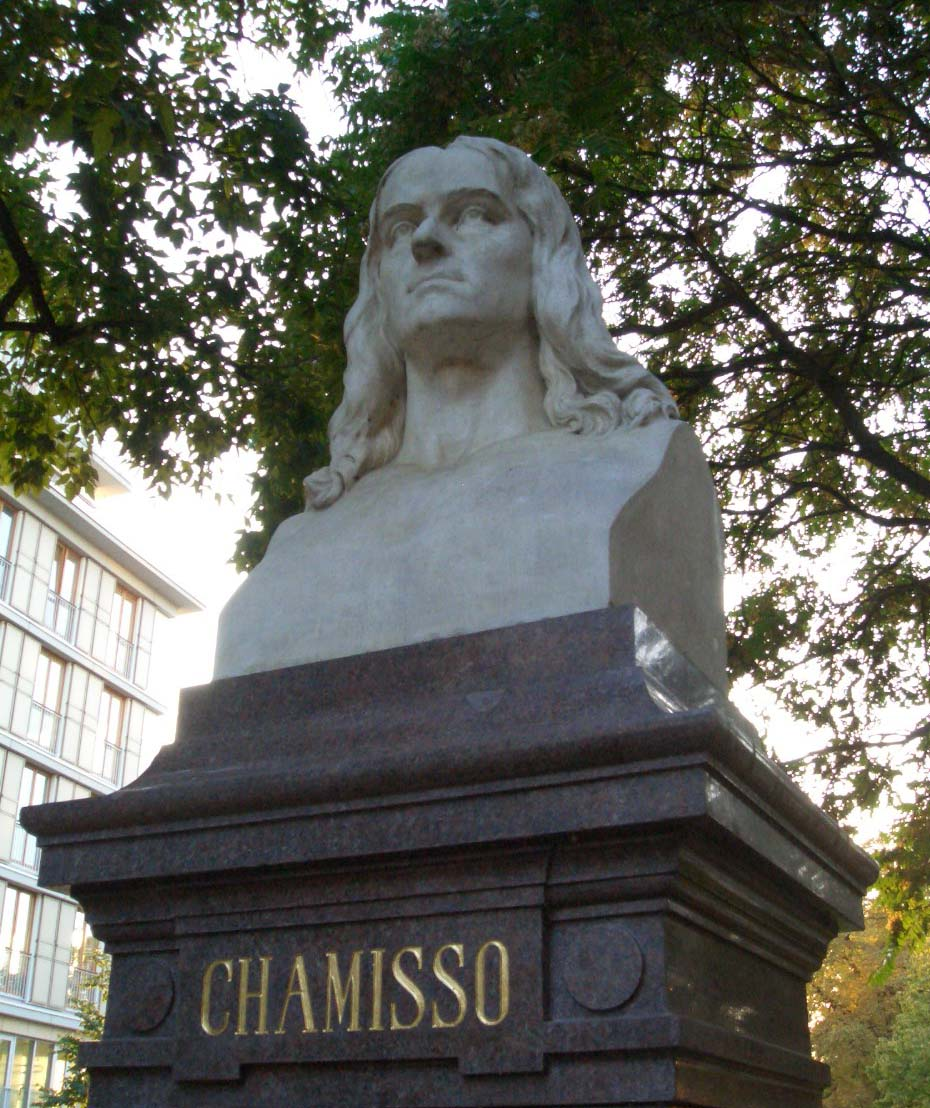
Marmorbüste Adelbert von Chamisso im Monbijoupark (1888)

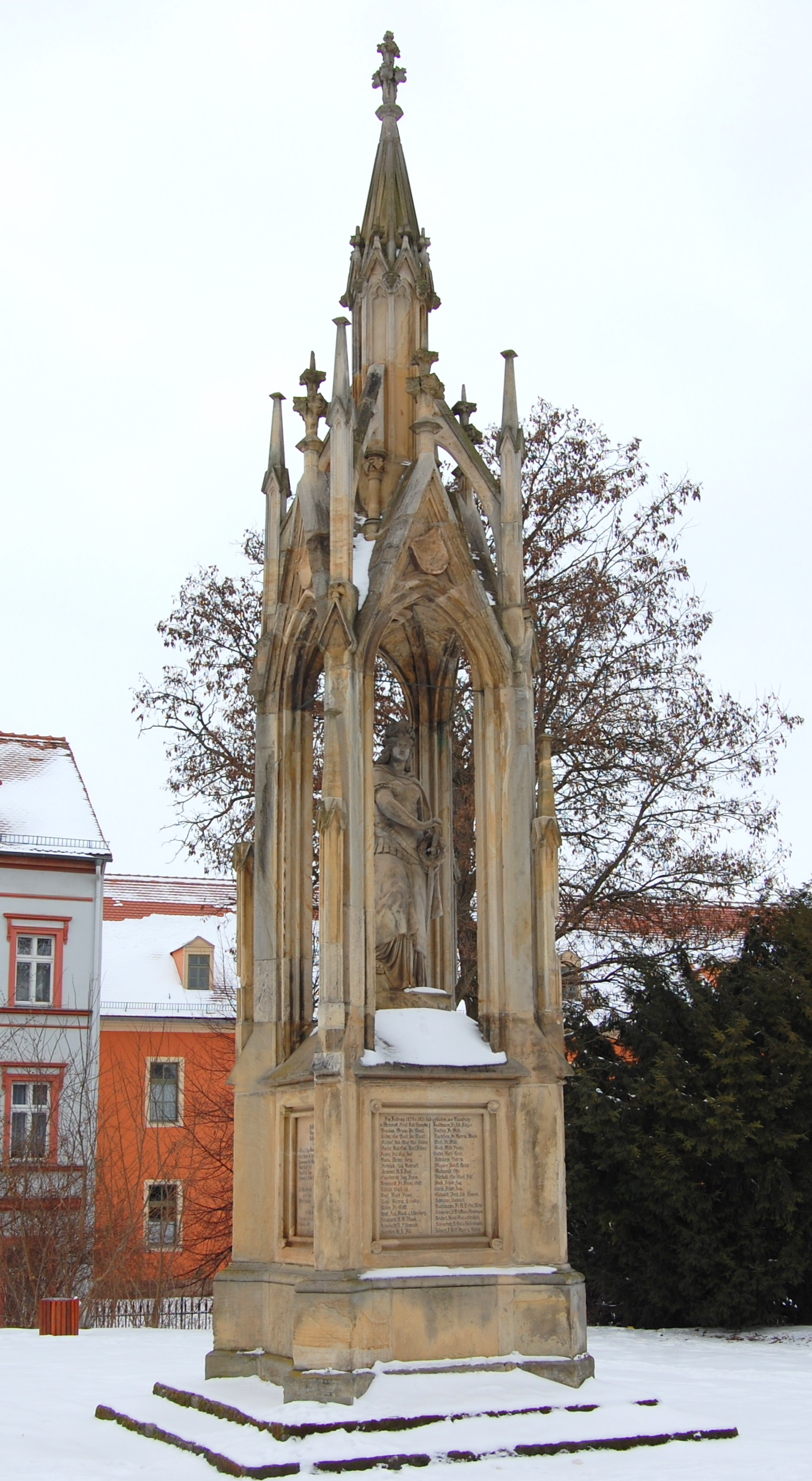
Kriegerdenkmal Naumburg

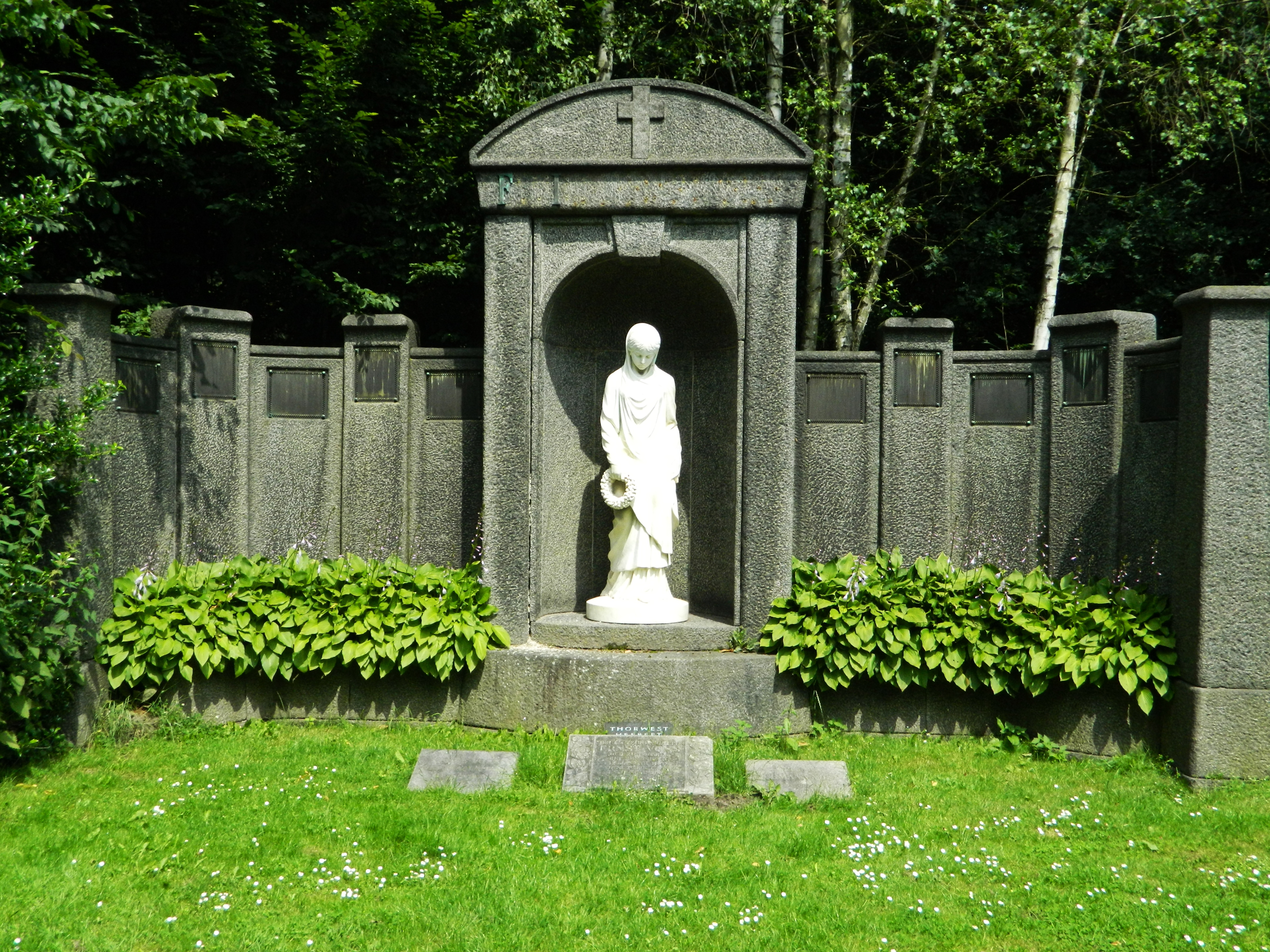
Grabmal Voss, Hamburg

- das Denkmal des Cornelius de Greiff in Krefeld, des Wohltäters der Stadt
- die sitzende Sandsteinfigur der Kunsttechnik an der Außenseite der (alten) Nationalgalerie
- die kolossale Statue eines segnenden Christus für die Dreifaltigkeitskirche zu Berlin (1875)
- das Kriegerdenkmal Naumburg für Naumburg (Saale)
- die Büste des Generals Friedrich Wilhelm von Seydlitz in der westlichen Feldherrenhalle der Ruhmeshalle des Berliner Zeughauses
- die Kurt Christoph Graf von Schwerin-Büste daselbst
- einige allegorische Gruppen am Schloss Dwasieden des Bankiers Adolph von Hansemann auf Rügen.
- die kolossalen Bronzestatuen der Könige Friedrich Wilhelm I. und Friedrich Wilhelm III. von Preußen über dem Säulenportal des Direktionsgebäudes der Hauptkadettenanstalt in Groß Lichterfelde bei Berlin
- die Gruppe der Fischerei für die Belle-Alliance-Brücke (heute Hallesche-Tor-Brücke, Berlin-Kreuzberg)
- die Marmorgruppe eines Amor, dem eine Nymphe die Waffen raubt
- das Werner-von-Siemens-Sitzbild an der Potsdamer Brücke in Berlin
- und 1888 ein Denkmal für Adelbert von Chamisso für Schloss Monbijou Berlin, das noch heute im Monbijoupark steht.

Weitere Werke
- Grabmal Julius Worpitzky: Ädikula aus rotem Granit mit Relief aus weißem Marmor. Südweg/Nord 3/1 47, Friedhof I der Jerusalem- und Neuen Kirchengemeinde, Berlin. (Eine Trauernde öffnet die Tür zu einem Schein-Mausoleum.) Laut Peter Bloch (Die Friedhöfe vor dem Halleschen Tor) „eine der schönsten Grabstätten Berlins“
- Überlebensgroßer Christus für das Erbbegräbnis des Friedrich Wilhelm von Krause, Dreifaltigkeitskirchhof II, Berlin
- Marmorbüste Johann Georg Halske (Siemens & Halske) für dessen Erbbegräbnis, ebenda
- Grabmal Familie Voss: Granit-Exedra und -Ädikula mit weißer Marmorstatue (1907) auf dem Hamburger Friedhof Ohlsdorf[4]
- Grabmal (Relief) des Fabrikanten Franz Vollgold (1810–1880) auf dem Alten Luisenstädtischen Friedhof Berlin (1881)